# 360stupňové video
360stupňové video (nebo sférické video, někdy 360° video) je technologie tvorby panoramatických videí, ve kterých se současně snímají všechny směry. Jedním z největších vývojářů technologie je v současné době společnost Google. Platforma YouTube přehrává 360stupňová videa od března roku 2015.
360° video vzniká tak, že systém několika kamer zabírá současně prostor z jednoho místa. Každá kamera tak zaznamená svůj nastavený úhel, a potom se všechny „úhly pohledu“ spojují do jednoho celku, aby vznikl celkový panoramatický pohled.
Při přehrávání se ve videu lze rozhlížet do všech směrů, a proto je možné sledovat veškeré dění kolem. Plynulost a kvalita přehrávání je závislá především na rychlosti internetového připojení a výkonu počítače. Praktickým využitím jsou např. virtuální prohlídky nemovitostí či sportovních a hotelových areálů, záznam společenských akcí, koncertů a natáčení hudby.

## Metody vytvoření
Pro nahrávání 360° videí se typicky používá sestava více kamer nebo speciální kamera složená z více objektivů, jejíž úhly záběrů se navzájem překrývají a kamera současně nahrává materiál z každé takové čočky. Skrze metodu známou jako stitching jsou jednotlivé pořízené záběry spojeny do jednoho sférického obrazu. Dochází také ke kalibraci barev a kontrastu každého ze záběrů, aby spojené snímky byly konzistentní. Tento proces probíhá buď přímo v kamerovém zařízení, nebo je potřeba použít speciální software, který umí analyzovat video a audio stopy tak, že je schopen synchronizovat a spojit různé audiovizuální kanály dohromady.
360 video je typicky formováno do ekvidistantní válcové projekce a je buď monoskopického typu s jednotným zobrazením pro obě oči nebo stereoskopického typu, kdy je obraz viděn jako dva separátní snímky, každý pro jedno oko, čímž vznikne při pohledu na obraz 3D efekt. Kvůli projekci a spojování obrazu se u ekvidistantního válcového obrazu projeví nižší kvalita více ve středu obrazu než na jeho horním a dolním okraji. Sférická videa jsou běžně promítaná v obloukové perspektivě (curvilinear perspective) s efektem rybího oka. Viditelné soudkovité zkreslení často vyžaduje rektilineární korekci před aplikacemi v oblasti detekce, trackování nebo navigace.
Pro účely natáčení 360stupňových videí  byly vyvinuty specializované všesměrové kamery a různé kamerové sestavy. Patří zde například sestavy od společnost GoPro s názvy Omni a Odyssey (což byla v zásadě sestava více akčních kamer instalovaných do rámu) nebo kamery jiných společností jako například HumanEyes Vuze a Nokia OZO. Dále pak kamery s duálními objektivy jako například Ricoh Theta S, Samsung Gear 360 či Insta360 one x. Byly vytvořeny také redukce v podobě panoramatických objektivů vyvinutých pro chytré telefony.

## Přehrávání
360° video lze přehrát zejména pomocí osobních počítačů/notebooků, tabletů, chytrých telefonů či VR headsetů. Uživatelé osobních počítačů a notebooků mohou měnit úhel pohledu videa pomocí kliknutí a tažení myší. U dotykových zařízení je zachován podobný princip ovládání s použitím prstů. Zařízení, která obsahují senzor, jako je gyroskop, jej mohou využít a změna pohledu v 360° videu může být založena na orientaci mobilu. Díky funkci tohoto senzoru je možné použít konstrukci headsetu (například Google Cardboard nebo Samsung Gear VR), do kterých je možné vložit chytrý telefon a sledovat tak 360° videa ve formátu podobném virtuální realitě. Displej chytrého zařízení je sledován přes čočky, které jsou nainstalované v konstrukci headsetu, zatímco u běžných VR headsetů je video zobrazováno na jejich vlastních displejích zabudovaných v těle VR brýlí.

## Rozlišení
Rozlišení u sférického videa je poněkud komplikovanější než u běžného formátu videa. Jedná se totiž o rozlišení celého 360° videa, přičemž úhel zorného pole sledujícího je pouze přibližně 90°. Znamená to, že v jeden okamžik je možné v takovém případě sledovat jen ¼ celkového prostorového obrazu. Úhel zorného pole je dán headsetem, skrze který je možné takové video sledovat. Například HTC Vive má zorné pole přibližně 100°, Oculus Rift 80° a Samsung Gear VR 96°. K porovnání, lidské oko má úhel zorného pole přibližně 120°.
Pokud bychom tedy chtěli opravdu dosáhnout reálného rozlišení 4K při sledování 360° videa, je zapotřebí natočit sférické video v rozlišení 16K, pokud bereme v úvahu úhel zorného pole 90°. Důležité je si uvědomit, že VR headsety pracují běžně se stereoskopickým obrazem, tudíž k dosažení reálného 4K rozlišení nemůžeme počítat s 16K monoskopickým obrazem, ale s dvěma obrazy, pro každé oko zvlášť. Každý takový obraz by tak musel odpovídat rozlišení v podobné ostrosti jako 16K. K tomuto rozlišení se nejvíce blíží například kamera Insta360 Titan s možností natáčet stereoskopické video v rozlišení 9600x4800 pixelů na obraz pro jedno oko. S takovým rozlišením bude naše oko vnímat obraz v rozlišení přibližujícím se QHD (2560×1440). Nutno dodat, že tato kamera je schopná natáčet v takovém rozlišení pouze při snímkové frekvenci 30fps, což je pro kvalitní VR zážitek nedostačující.